# Víbia Sabina
Víbia Sabina (c. 80 — 136/137) foi uma imperatriz-consorte romana, esposa e prima de segundo grau do imperador Adriano. Filha de Salonina Matídia (sobrinha do imperador Trajano) e do cônsul sufecto Lúcio Víbio Sabino.

## História
Depois da morte do pai, em 84, Sabina e suas meio-irmãs passaram a viver com a avó, Úlpia Marciana, irmã de Trajano, e foram criadas na casa dele, com sua esposa Pompeia Plotina. Casou com Adriano em 100, a pedido de Plotina, para que ele pudesse suceder ao seu tio-avô em 117. Matídia gostava de Adriano e autorizou o casamento.
Contudo, Sabina era uma mulher forte e independente; suas crenças no casamento não eram do agrado de seu novo marido. Segundo a Historia Augusta, ela teve um caso amoroso com Suetônio, um historiador (e secretário de Adriano) em 119. Em 128, Sabina recebeu o título de augusta.
Morreu antes do marido, em algum momento entre o final de 136 e o início do ano seguinte. A elegia de Adriano para ela "retrata a apoteose - a ascensão divina - de Sabina de acordo com a sua deificação póstuma ordenada por Adriano".